# Ed Miliband
Edward Samuel ”Ed” Miliband, född 24 december 1969 i London, är en brittisk politiker för Labour. Han är sedan 5 juli 2024 Storbritanniens minister för energisäkerhet och nettonollutsläpp. 

## Biografi

### Uppväxt och utbildning
Ed Miliband är son till den polsk-judiske flyktingen och marxistiske teoretikern Ralph Miliband och Marion Kozak samt yngre bror till politikern och regeringskollegan David Miliband. 
Miliband studerade först filosofi, ekonomi och politik vid Corpus Christi College vid Oxfords universitet, men lade ned filosofi efter det första studieåret för att inrikta sig på nationalekonomi och statsvetenskap. Efter kandidatexamen i Oxford gick han vidare och avlade en mastersexamen i nationalekonomi vid London School of Economics.

### Politiska uppdrag
Efter sin examen började Miliband arbeta för Labourpartiet, som han varit aktiv i sedan tonåren. Han rekryterades av Gordon Brown och var en nära medarbetare till honom under Browns tid som finansminister från 1997. Han valdes sedan till ledamot av brittiska underhuset för valkretsen Doncaster North vid parlamentsvalet 2005.
Efter att Brown blivit partiledare och premiärminister 2007 var Miliband minister i regeringen Brown 2007–2010. Hans första ministerpost var som kansler för hertigdömet Lancaster, en sinekurbefattning i Cabinet Office. Från 2008 var han i stället minister med ansvar för energifrågor och klimatförändringen. Ed och David Miliband var det första brödrapar som ingått i samma brittiska regering sedan 1938. 
Efter Labours valförlust 2010 avgick Brown som partiledare för Labour, och bröderna Miliband var de två främsta kandidaterna till partiledaruppdraget. Ed Miliband vann partiledarvalet med knapp marginal, och var partiledare från den 25 september 2010. Efter valnederlaget i parlamentsvalet 2015 avgick Miliband med omedelbar verkan som partiledare den 8 maj, det vill säga dagen efter valdagen.
Miliband satt dock kvar som ledamot av parlamentet och 2020 utsåg den nytillträdde partiledaren Keir Starmer honom att återigen ingå i Labours skuggregering. Efter Labours valseger 2024 blev han för andra gången energiminister, med ansvar för klimatfrågor och arbetet med att nå nettonollutsläpp (Secretary of State for Energy Security and Net Zero).